# Claudius Hébrard
Pour les articles homonymes, voir Hébrard.
Claudius Hébrard, né le 24 octobre 1820 à Lyon et mort le 5 février 1885 à Paris, est un poète et publiciste français.

## Biographie
Claudius Hébrard naît le 24 octobre 1820 à Lyon. Il est le fils d'un architecte.
Il quitte le collège, en 1838, et commence, pour l'architecture et l'archéologie du Moyen Âge, des études que son mauvais état de santé et la faiblesse de sa vue le contraignent à abandonner. Il entre dans la vie littéraire en 1840. Il arrive à Paris en 1841, fait paraître plusieurs pièces de vers et plusieurs articles littéraires dans la Gazette de France et dans quelques revues.
Peu de temps avant 1848, il retourne à Lyon où il fonde, en 1848, l'Union nationale. L'année suivante, il rédige la Bourgogne, à Mâcon ; en 1852, après un nouveau séjour à Paris, où il est chargé par le Ministère de l'Instruction publique d'une lecture hebdomadaire au Palais-Royal, il fonde à Lyon le Journal des bons exemples, qu'il rédige depuis,.
Il est membre de l'Académie des Arcades de Rome. Claudius Hébrard est un des fondateurs de l’Institut catholique de Lyon.
Claudius Hébrard meurt le 5 février 1885 à Paris.

## Œuvres
- Heures poétiques et morales de l'ouvrier. La famille, l'atelier, la patrie, l'église, 1844 (lire en ligne)[5].
- Soirées poétiques de la Société de Saint-François-Xavier, 1845 (lire en ligne)[5].
- Les Sources vives, poésie et charité, 1857[2].
- La sœur de charité au XIXe siècle, 1859 (lire en ligne)[2].